# Monica Green
Monica Elisabet Green, född 24 december 1959 i Österplana församling i Skaraborgs län, är en svensk politiker (socialdemokrat), som var riksdagsledamot 1994–2018. Green är 2022–2026 ordförande i  kommunfullmäktige i hemorten Skövde.
I riksdagen var Green bland annat verksam som ledamot i finansutskottet  och i trafikutskottet, och andre vice ordförande i Riksdagens delegation till Interparlamentariska unionen (IPU). I IPU var Green ledamot i "the committee to promote respect for international humanitarian law" (IHL). Monica Green  var Socialdemokraternas talesperson gällande IT-frågor under tiden som bredbandsutbyggnaden diskuterades som mest.
Tidigare har hon arbetat som ombudsman, barnskötare och lärare. Hon har varit förbundsordförande i Unga Örnar, vice ordförande i Post- och telestyrelsen samt Förbundsstyrelseledamot i SSU och S-kvinnor. Hon har varit styrelseledamot i Glesbygdsverket och i Länsstyrelsen i Västra Götalands län.
Green var ordförande för trafiksäkerhetsorganisationen NTF från 2012 till 2020, samt ordförande  för den FN-baserade organisationen UN Women nationell kommitté Sverige från 2015 till 2020.
Green utsågs 2006 av branschorganisationen IT-företagen till "Sveriges bästa IT-politiker".
Tidigare har hon varit ledamot i Nordiska rådet och OSSE (OCSE).
Green debuterade 2021 som författare med boken Lyft varandra - en guide till halva makten. År 2022 gav hon tillsammans med författarkollegan Anna Nyberg ut boken De första - kvinnorna som spräckte glastaket.
Sedan 2023 är Green också krönikör på Skaraborgs Nyheter